# Cantón de Lamure-sur-Azergues
El cantón de Lamure-sur-Azergues (en francés canton de Lamure-sur-Azergues) era una división administrativa francesa, que estaba situada en el departamento de Ródano, de la región Ródano-Alpes.
En aplicación del decreto nº 2014-267 de 27 de febrero de 2014, el cantón de Lamure-sur-Azergues fue suprimido el 1 de abril de 2015 y sus 10 comunas pasaron a formar parte; siete del cantón de Thizy-les-Bourgs y tres del cantón de Tarare.

## Composición
El cantón estaba formado por diez comunas:
- Chambost-Allières
- Chénelette
- Claveisolles
- Grandris
- Lamure-sur-Azergues
- Poule-les-Écharmeaux
- Ranchal
- Saint-Bonnet-le-Troncy
- Saint-Nizier-d'Azergues
- Thel